# Suikoden V
Suikoden V (jap. 幻想水滸伝V Gensō suikoden faibu) - gra konsolowa na Playstation 2 z gatunku jRPG wydana przez firmę Konami i wyprodukowana przy współpracy z firmą Hudson Soft. Została wydana w roku 2006. W Japonii sprzedano ok. 200 000 kopii gry.
Gra luźno bazuje na Opowieściach znad brzegów rzek autorstwa Shi Nai’an. Fabuła skupia się wokół walk politycznych matriarchatu Falena. Wydarzenia przedstawione w grze mają miejsce 6 lat przed wydarzeniami z pierwszej części Suikoden. Gracz wciela się w księcia Faleny i wyrusza w świat pozyskując po drodze sojuszników i rozwiązując problemy narodu. W grze występuje ogromna liczba postaci - ponad sześćdziesiąt grywalnych i wiele więcej zdolnych księciu pomóc lub usiłujących pokrzyżować mu plany.

## Przebieg gry
Gracz porusza się po mapie świata kontrolując księcia. Rozmawiając z napotkanymi postaciami i wykonując kolejne zadania posuwa akcję na przód. W czasie wędrówki książę ma możliwość rekrutacji napotkanych postaci, co często wiąże się z koniecznością wykonania krótkich zadań pobocznych. W miastach można zdobyć potrzebne informacje, naostrzyć broń, nauczyć się nowych umiejętności oraz zakupić potrzebne wyposażenie. Wędrówce po terenach poza miastami z reguły towarzyszą losowe starcia z potworami.
System walki w Suikoden V cechują sześcioosobowe drużyny w czasie potyczki. Każdą z postaci w drużynie steruje się z osobna. Poziom umiejętności w walce danej postaci charakteryzują rozmaite statystyki. Większość umiejętności jest dostępna tylko dla jednej, określonej postaci i tylko 2 z nich może wykorzystać każda z osobna. Koniec gry następuje w przypadku, gdy podczas walki wszystkie postacie stracą punkty życia, przez co będą niezdolne do kontynuowania starcia. Wyjątkiem są walki, w których wygrana jest opcjonalna i w przypadku przegranej gra toczy się dalej, z odpowiednimi konsekwencjami w fabule.
Istnieje możliwość ustawienia formacji taktycznej do walk na siatce o wielkości 6 na 4 pól. Odpowiednie formacje pozwalają uzyskać dodatkowe punkty do statystyk postaci, jak np. zwiększony atak lub obrona, czasami kosztem innych współczynników. Formacje pozwalają także uzyskać możliwość specjalnych ataków. Nowe rodzaje formacji zostają odblokowywane wraz z postępem w grze. Tak jak w poprzednich częściach serii, odpowiednie postacie mają możliwość wykonywania ataków łączonych, co zazwyczaj daje lepsze rezultaty niż ataki w pojedynkę. Ataki te osiągają większą liczbę zadawanych obrażeń i nie mogą chybić, lecz w przeciwieństwie do ataków standardowych, nigdy nie zadadzą obrażeń krytycznych, ani liczby większej niż jeden atak na turę. Udostępniona została funkcja walki automatycznej w celu przyspieszenia prostych starć.
Postacie przyłączone do drużyny, które nie biorą bezpośrednio udziału w walkach, oferują dodatkowe usługi, jak np. prowadzenie sklepu, udzielanie podpowiedzi odnośnie do poszukiwań nowych rekrutów, czy też pomoc w walkach strategicznych. Niektóre postacie trzymane w rezerwie na czas walki wyleczą drużynę po jej zakończeniu lub też dadzą większą szansę znalezienia rzadkich przedmiotów po walce.
Runy, źródło magii w świecie Suikoden, są wykorzystywane podobnie jak w poprzednich częściach serii. Liczba czarów możliwych do wykorzystania w czasie walki zależy od indywidualnych predyspozycji postaci. Wykorzystywanie określonych run może przynosić postaci dodatkowe korzyści, a niektóre z nich można wykorzystywać nieograniczoną liczbę razy w czasie walki.
Bitwy strategiczne toczone są w czasie rzeczywistym. W przeciwieństwie do poprzednich części z pola walki zniknęła siatka geograficzna, przez co mapa oferuje więcej swobody poszczególnym jednostkom. Istnieją bitwy lądowe, morskie i mieszane. System walki jest analogiczny do gry papier, kamień, nożyce, w którym jazda bije piechotę, piechota bije łuczników, a łucznicy biją jazdę. Na morzu taranowiec bije statek z łucznikami, statek z piechotą bije taranowiec, statek z łucznikami biję ten z piechotą. Istnieją także dodatkowe korzyści z przydzielenia postaci do poszczególnych pułków, jak na przykład ataki magiczne z wykorzystaniem run czy też zwiększenie siły i wytrzymałości oddziału przez przydzielenie odpowiedniego przywódcy. Istnieją także specjalne oddziały bobrów i smoczej kawalerii, które mogą podróżować zarówno po lądzie jak i po morzu.
Do rozgrywki zostało dołączone wiele minigier, w skład których wchodzą między innymi gra karciana Blind Man's Bluff, czy też wędkarstwo.

## Historia

### Oprawa fabuły
Wydarzenia przedstawione w Suikoden V mają miejsce na obszarze matriarchatu Falena 8 lat przed wydarzeniami pierwszej części Suikodena i 142 lata po wydarzeniach z Suikoden IV. Falena jest względnie bogatą krainą, głównie dzięki rzece Feitas, będącej głównym szlakiem handlowym i główną drogą lokomocji. Państwem rządzi królowa Arshtat Falenas z pomocą jej męża Ferida, który stara się łagodzić wybuchy gniewu małżonki pojawiające się od czasu śmierci ubiegłej królowej. W Falenie od dawna istnieje spór o władzę pomiędzy wpływowymi rodzinami szlacheckimi, zdolnymi utrzymać własne siły wojskowe, w którym kluczową rolę odgrywa małżeństwo z królową. Bliski wybuch wojny domowej został chwilowo zażegnany przez Ferida, który nie będąc związany z żadną z walczących frakcji ożenił się z królową dzięki zwycięstwu w Świętym Turnieju.
Ze związku Arshtat i Ferida narodziło się dwoje następców tronu, Lymsleia oraz Książę (imię nadaje mu gracz). Gra rozpoczyna się w czasie, gdy nastąpiło otwarcie Świętego Turnieju ku czci księżniczki Lymsleii, która jako dziedziczka płci żeńskiej w matriarchacie jest pierwsza w drodze do tronu. Święty Turniej składa się z walk gladiatorów. Jego zwycięzca ma prawo prosić o rękę przyszłej królowej. Biorą w nim udział zalotnicy, niezależna szlachta, wojownicy pragnący sprawdzić swe umiejętności oraz przedstawiciele dwóch najbardziej wpływowych rodzin w Falenie, dla których ręka księżniczki oznacza znaczącą przewagę w walce politycznej. Rodzina Godwin pragnie, aby Falena stała się państwem bardziej scentralizowanym, silnym militarnie i nastawionym na ekspansję. Rodzina Barow chce odbudować dobre stosunki z zagranicą i rozwinąć handel. Barow zostali osłabieni po ostatnich walkach z Nowym Królestwem Armes, które toczyły się na ich ziemiach, oraz do których frakcja Godwinów nie przyłożyła ręki. Zarówno rodzina królewska jak i mieszkańcy Faleny boją się wybuchu otwartego konfliktu między tymi rodzinami, jeśli któraś z frakcji zdołałaby wygrać turniej i zdobyć rękę księżniczki.
Kluczową rolę w fabule Sukodena odgrywa motyw istnienia run, będących źródłem wszelkiej magii. Każdy może mieć runę wypisaną na skórze i korzystać z jej mocy, chociaż różne osoby wykazują różne predyspozycje do panowania nad nimi. Maksymalnie jedna osoba jest w stanie panować nad 3 runami jednocześnie. Każda z run wywodzi się od potężnych 27 Prawdziwych Run, na których opiera się mitologia świata Suikoden. Skarbem narodowym Faleny jest Runa Słońca, Prawdziwa Runa, która ma moc przynoszenia zarówno dobrobytu i wzrostu, jak i zniszczenia i klęsk żywiołowych. Falena kontroluje także runy wywodzące się od Runy Słońca - Runę Zmierzchu i Runę Świtu.
Dwa lata przed wydarzeniami w Suikoden V mieszkańcy Lordlake zbuntowali się i zaatakowali Wschodni Pałac w pobliżu stolicy Sol-Falena, w którym przechowywano Runę Świtu. W powstałym zamieszaniu runa została skradziona. Do tego wydarzenia Lordlake było miastem najbardziej lojalnym wobec królewskiego rządu, dzięki czemu przyznano mu specjalne przywileje. Arshtat uznała bunt za akt zdrady, i z wykorzystaniem Runy Słońca spaliła roślinność, wybiła dziką zwierzynę, wysuszyła rzeki na ziemiach Lordlake oraz zabiła lidera miasta - Lorda Rovere. Po założeniu Runy Słońca zazwyczaj litościwa Arshtat staje się coraz bardziej nieobliczalna w zachowaniu, skłonna do wahań nastroju oraz dzikich wybuchów mściwości.

### Główne postacie
W każdej grze z serii Suikoden występuje 108 postaci do zrekrutowania w czasie gry (108 Gwiazd Przeznaczenia). Część postaci przyłącza się wraz z rozwojem fabuły, inne należy przyłączyć w odpowiednim momencie lub też poprzez wykonanie dodatkowych zadań. Część postaci występowała we wcześniejszych odsłonach serii.
- Książę – syn Arshtat i Ferida, brat Lymsleii. Jako męski potomek rodu nie ma prawa dziedziczenia tronu w matriarchacie Falena. Po zamachu stanu przeprowadzonym przez rodzinę Godwin, staje na czele sił królewskich walczących o przywrócenie własnowolnych rządów królowej. Jako książę nie jest darzony szacunkiem i pełni jedynie funkcje ceremonialne. Z braku obowiązków na rzecz państwa ma prawo opuszczenia stolicy i podróżowania po kraju. W walce posługuje się sansetsukonem oraz Runą Świtu.

- Lymsleia – księżniczka matriarchatu Falena i prawowita dziedziczka tronu. Młodsza siostra Księcia. Pomimo młodego wieku wykazuje biegłość i rozeznanie w sprawach politycznych. Po zamachu stanu staje się marionetką w rękach rodziny Godwin, wykorzystywaną do osiągnięcia określonych celów politycznych. W czasie walk pomiędzy marionetkowym rządem a rebeliantami pod dowództwem Księcia, Lymsleia deklaruje chęć walki na pierwszej linii frontu, pozornie w celu jak najszybszego zakończenia konfliktu, a w rzeczywistości aby ułatwić rebeliantom pojmanie jej. Plan się powiódł, lecz w wyniku zdrady w szeregach rebelii księżniczka powraca do niewoli w stolicy. Po zakończeniu wojny rozwiązuje Senat, co kończy walki o władzę pomiędzy szlachtą a w jego miejsce powołuje parlament, w którego skład wchodzą wybierani w wolnych wyborach przedstawiciele największych miast. W wyniku reform nadaje rasom bobrów i krasnoludów prawo głosu w rządzie.

## Ścieżka dźwiękowa
Muzykę do gry skomponowali Norikazu Miura i Miki Higashino. Za wszelkie aranżacje odpowiedzialny był Norikazu Miura. Motyw otwierający grę, "Wind of Phantom", został skomponowany przez Yuji Toriyama, a wykonała go Królewska Orkiestra Filharmoniczna. Na ścieżce dźwiękowej znajduje się wiele remiksów i odwołań do wcześniejszych kompozycji Miki Higashino z dwóch pierwszych gier serii.

## Odbiór gry
Sprzedaż gry Suikoden V okazała się rozczarowaniem dla firmy. W Japonii sprzedano jedynie 194 780 kopii gry, podczas gdy poprzednia część serii uzyskała wynik 303 069.
Oceny krytyków i reakcje fanów były na ogół pozytywne. Intryga została doceniona za głębię manewrów politycznych, natomiast skrytykowano konieczność częstego wczytywania danych do pamięci konsoli.
W 2006 roku Suikoden V wygrał nagrodę serwisu IGN za najlepszą historię w grze na Playstation 2. Wygrał także nagrodę za najlepszą historię duńskiego magazynu o grach Gamereactor i uzyskał tytuł 9 najlepszej gry roku.